# Illes Izu
Les Illes Izu (伊豆諸島 Izu shōtō) són un grup d'illes volcàniques que s'estenen al sud i estan a l'est de la península d'Izu a Honshu, Japó. Administrativament, formen part de Tòquio, dividint-se en quatre subprefectures. La més gran és Ōshima o Izu Ōshima. Antigament es deien Arxipèlag de De Vries.
Encara que molts cops se les anomeni «les set Izu» el Govern Metropolità de Tòquio les agrupa en nou (de nord a sud):
- Izu Ōshima
- Illa de To (Toshima)
- Illa de Nii (Niijima)
- Illa de Shikine (Shikinejima)
- Illa de Kōzu (Kōzushima)
- Illa de Miyake (Miyakejima)
- Illa de Mikura (Mikurajima)
- Illa de Hachijō (Hachijōjima) i Hachijōkojima
- Illa d'Aoga (Aogashima)

Totes les illes formen part del Parc Nacional Fuji-Hakone-Izu. Durant el període Edo, Niijima, Miyakejima, i Hachijōjima van ser usades per a exiliar criminals. La pesca esportiva hi és una activitat molt popular, amb un munt de barques atracades a la península de Izu. L'any 2000 els habitants de Miyakejima van haver de ser evacuats a causa d'erupcions volcàniques que arribaren a desprendre gasos tòxics. A principi de 2005 van tornar a casa, però encara avui es veuen obligats a dur màscares protectores.